# Sayanim
Die Sayanim (Singular sayan, vom hebräischen Gehilfe, Helfer) sind seit der Veröffentlichung des Werkes eines ehemaligen Agenten des israelischen Geheimdienstes, Victor Ostrovsky, als passive Agenten oder gemeinhin besser als „schlafende Agenten“ bekannt, die sich außerhalb von Israel aufhalten, bereit, den Agenten des Mossad durch logistische Unterstützung zu helfen. Der Begriff beschreibt ebenso Palästinenser, die sich bereiterklärt haben, mit der israelischen Armee zusammenzuarbeiten, wie auch Juden in der Diaspora, die sich aus patriotischen Gefühlen für Israel entschließen, mit dem Mossad zusammenzuarbeiten.

## Begriff
Prinzipiell nehmen die Sayanim nur an legalen Aktivitäten teil und sind – trotz markanter Ausnahmen – nicht Teil von nachrichtendienstlichen Aktivitäten oder Spionageoperationen. Der frühere Agent des Mossad, Victor Ostrovsky, erwähnt ihre Existenz in seinen Memoiren.
Der Vorwurf, Sayanim zu sein, trifft laut dem Sozialwissenschaftler Samuel Salzborn häufig Kritiker des Antisemitismus. Dabei wird ein gewaltiges, weltweit agierendes Netz solcher Sayanim imaginiert, die als „Schattenkrieger“ des Mossad bzw. als Fünfte Kolonne Israels agieren würden. Diese Verschwörungsfantasie diene dazu, sich selbst gegen Kritik zu immunisieren und Israel semantisch in die Nähe von Diktaturen zu rücken und so zu delegitimieren.

## Belletristik
- Jacob Cohen: Frühling der Sayanim. Erzählung. Zambon, Frankfurt am Main 2014, ISBN 978-3-88975-223-9